# Poznański Ochotniczy Batalion Śmierci
Poznański Ochotniczy Batalion Śmierci – oddział utworzony w kwietniu 1919 roku w Poznaniu na rozkaz generała Józefa Dowbora-Muśnickiego. Dowódcą został weteran powstania styczniowego Feliks Józefowicz. Batalion liczył około 300 ludzi, posiadał własny sztandar i oznakę (czaszka z piszczelami). Przysięgę złożył 17 kwietnia 1919 roku w Poznaniu i został wysłany na front litewsko-białoruski, gdzie walczył w składzie 6 Pułku Piechoty Legionów.